# آرتور فلپس
آرتور فلپس (به آلمانی: Artur Phleps) (زاده ۲۹ نوامبر ۱۸۸۹ – مرگ ۲۱ سپتامبر ۱۹۴۴) یک ژنرال آلمانی در دوره رایش سوم که از ۳۰ ژانویه ۱۹۴۲ تا ۱۵ می ۱۹۴۳م فرمانده لشکر هفتم کوهستانی اس‌اس بود.